# 吴场镇
吴场镇，是中华人民共和国四川省乐山市夹江县下辖的一个乡镇级行政单位。2019年9月，撤销永青乡和三洞镇，将其所属行政区域划归吴场镇管辖。

## 行政区划
吴场镇下辖以下地区：
金牛社区、杨村、熊村、龙华村、白龙村、汪口村、五显村、柏林村、董沟村、董坪村、建设村、洪川村和宝灵村、三洞桥社区、建新村、恒心村、仁心村、双路村、汪家村、共兴村、郑扁村、周冲村和齐心村、丰收村、永兴村、光荣村、爱国村和凉风村。